# Prolasius flavicornis
Prolasius flavicornis är en myrart som beskrevs av Clark 1934. Prolasius flavicornis ingår i släktet Prolasius och familjen myror. Inga underarter finns listade i Catalogue of Life.